# ابراهیم پاشای پارگایی
ابراهیم پاشای پارگایی (زادهٔ ۱۴۹۴ در پرگا – درگذشتهٔ ۱۵۳۶ در قسطنطنیه) همچنین معروف به ابراهیم پاشای فرنگی و ابراهیم پاشای مقبول که پس از اعدامش در سرای توپقاپی به ابراهیم پاشای مقتول نیز معروف شد.
ابراهیم پارگایی پسر یک ماهیگیر فقیر در ایتالیا بود. او در سنین کودکی توسط دزدان دریایی ربوده شده و در مانیسا فروخته شد. مانیسا در آن دوره مرکز آموزش شاهزادگان عثمانی بود. ابراهیم در آنجا به خدمت سلیمان که در آن زمان شاهزاده جوانی بود درآمد و تحت آموزش عالی قرار گرفت و با استعداد و فرهنگ خویش توجه و علاقه شاهزاده سلیمان را به خود جلب کرد. پس از به تخت نشستن سلیمان، ابراهیم نیز با او به استانبول رفت و تنها سه سال بعد، به مقام وزیر اعظم عثمانی منصوب شد. لقب او که پیشتر فرنگی به معنی خارجی بود، از آن پس به مقبول تغییر یافت و در پی ازدواج با خدیجه سلطان خواهر سلطان سلیمان به ابرهیم داماد ملقب شد. ابراهیم پاشا برای ۱۳ سال در مقام صدارت انجام وظیفه کرد و به کرات به عنوان سپه‌سالار در لشکرکشی‌های سلطان سلیمان در کنار وی بود. موفقیت‌های نظامی او موجب گردید تا توجه و علاقه سلطان به او صد افزون گردد.
ابراهیم در مدت زندگانی خود به مقام زمامداری و فرماندهی حکومت عثمانی رسید، دومین وزیر اعظم سلطان سلیمان قانونی بود که در سال ۱۵۲۳ جایگزین پیری محمد پاشا شد و ۱۳ سال این سمت را بر عهده داشت. وی از قدرتمندترین و تاثیرگذارترین و موفق‌ترین وزرای اعظم و فرماندهان سپاه در تاریخ عثمانی بود. وی همچنین ثروتمندترین وزیر طول تاریخ عثمانی بود و بعد از ۴ سال که این مقام را داشت به مدت ۹ سال همراه سلطان حکمرانی می‌کرد. اما سلیمان که از ذکاوت و کفایت و اقتدار سیاسی و نظامی ابراهیم شدیداً بیمناک شده بود در سال ۱۵۳۶ فرمان قتلش را صادر کرد. وی پس از مرگش تمامی اموالش نیز به مصادرهٔ دولت درآمد.

## زندگی
ابراهیم در پرگا، واقع در یونان امروزی، و در خانواده‌ای مسیحی با نام اصلی تئو متولد شد. پدرش، مانولیست، ماهیگیر بود. در کودکی دزدان دریایی ابراهیم را به اسارت گرفتند و به عنوان برده در شهر مانیسا به زنی ترک فروختند. ابراهیم چنان موسیقی را به زیبایی می‌نواخت که سلیمان جوان که دوران ولیعهدی را در مانیسا می‌گذراند، شیفتهٔ صدای ساز او شد و او را از صاحبش خرید. ابراهیم در مدرسهٔ کاخ آموزشِ علم دید و به چندین زبان (از آنجمله فارسی) تسلط پیدا کرد. پیش از آنکه سلیمان بر تخت بنشیند، ابراهیم سمت طوغانچی (مسئول مرغان شکاری) و خاص اوداباشی (اتاق‌دار مخصوص) شاهزاده را بر عهده داشت. در سال ۱۵۲۰ که سلیمان در قسطنطنیه بر تخت سلطنت نشست، ابراهیم نیز با او به پایتخت آمد و همان سمت خاص اوداباشی را حفظ کرد. ابراهیم در عرصه‌های دیپلماتیک و در میدان‌های جنگ لیاقت و کفایت خود را به سلیمان اثبات کرد و به سرعت مدارج ترقی را پیمود. سرعت پیشرفت او به حدی بود که ابراهیم خود از سلطان خواست که او را اینچنین به‌سرعت به بالا نکشاند تا حسادت سایر وزرا و درباریان برانگیخته نشود. گفته می‌شود سلیمان، خشنود از فروتنی ابراهیم، به او قول داده بود که تا زمانی که سلیمان سلطان باشد، ابراهیم به مرگ محکوم نخواهد شد. پیشرفت و ترقی ابراهیم حتی به مقام وزارت اعظم نیز محدود نشد و چندین و چند سمت (از جمله رئیس وزرا و فرماندهان) و (فرمانده کل سپاه عثمانی) و لقب دیگر (از جمله سرلشکر بزرگ) و (امیرالامرا عثمانی) و مقام (بیگلربیگی روم‌ایلی و آناتولی) نیز گرفت و در دولت و سپاه اختیار مطلق داشت و تمام دستوراتش همانند فرمان‌های سلطان انجام می‌شد و کسی نمی‌توانست از حکم وی سرپیچی کند.

## سرانجام ابراهیم پاشا

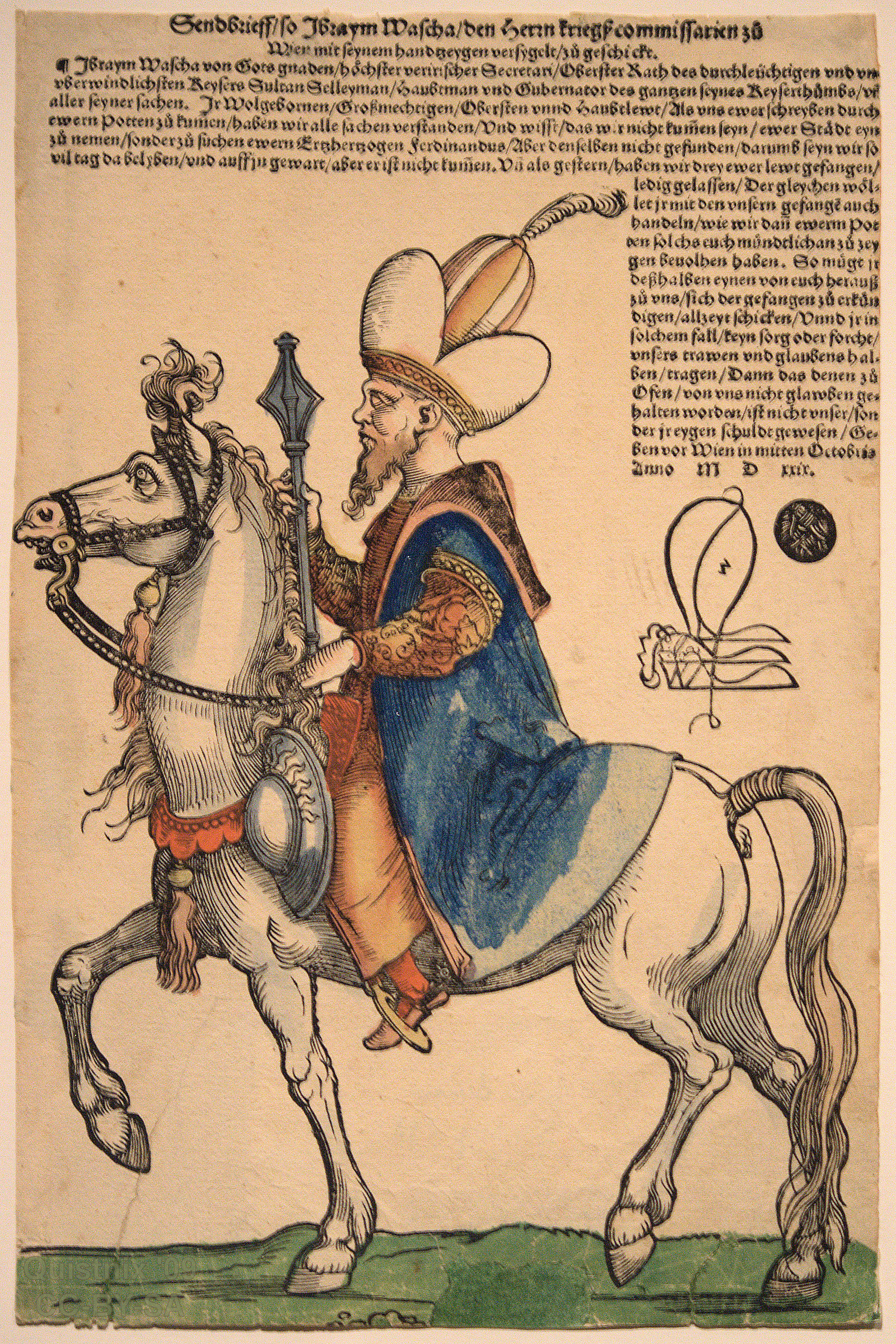
تصویری از ابراهیم پاشا بر روی یکی از نشریات آلمانی. ترجمهٔ آلمانی نامه‌ای که ابراهیم پاشا به هنگام محاصرهٔ وین به فرماندهان این شهر نوشت نیز در تصویر دیده می‌شود.

ابراهیم پاشای پارگایی از دوستان دوران کودکی سلطان سلیمان بود. ابراهیم اصالتاً اهل یونان و مسیحی بود و در نوجوانی تحت نظام دوشیرمه در مدرسهٔ قصر به تحصیل پرداخت. سلیمان او را به سمت طوغانچی (مسئول مرغان شکاری) دربار برگماشت و اندکی بعد او را عهده‌دار سمت خاص اوداباشی (اتاق‌دار مخصوص سلطان) کرد. در سال ۱۵۲۳ ابراهیم پاشا به مقام وزیر اعظم و فرمانده کل ارتش منصوب شد وی همچنین با خواهر سلطان ازدواج کرد و مقام داماد مقتدر عثمانی را کسب کرد هر چند بیشتر منابع نشان می‌دهد این ازدواج صورت نگرفته است. به هر حال ابراهیم قدرت فراوانی را داشته است سلیمان همچنین مقام بیگلربیگی روم‌ایلی و آناتولی به معنای (حاکم و فرمانده بزرگ سرزمین روم و آناتولی) را به او سپرد و در این مقام تمام قدرت امپراتوری که در اروپا و آسیا بود به ابراهیم رسید. بدین ترتیب اختیار تمامی ممالک امپراتوری عثمانی در خاک اروپا و آسیا و تمام ایالت‌ها و تمام مقام‌داران و نیز فرماندهی سربازان ساکن اروپا و آسیا به هنگام جنگ در ید قدرت ابراهیم قرار می‌گرفت. مورخی از سدهٔ هفدهم نوشته است که ابراهیم خود از سلطان تقاضا کرده بود که او را به چنین مقام‌های بالایی منصوب نکند زیرا که بیم جانش را داشت اما سلیمان پاسخ داده بود که در زمان سلطنت او، تحت هیچ شرایطی، ابراهیم به مرگ محکوم نخواهد شد.
با این حال، سرانجام ابراهیم از چشم سلطان افتاد. ابراهیم در طول سیزده سالی که مقام وزارت اعظم را بر عهده داشت، به‌سرعت ترقی نمود و به قدرت رسید و ثروت و دارایی عظیم و بی‌مانندی اندوخت که این امر شگفتی و حسد سایر درباریان را برانگیخت و دشمنان زیادی را برای او تراشید که می‌توان به مهم‌ترین و اصلی‌ترین رقیب و دشمن ابراهیم یعنی خرم سلطان همسر عقدی و اصلی و قدرتمند سلیمان اشاره کرد. در هنگام نبرد با صفویان، گزارش‌هایی به سلطان رسیده بود که حکایت از گستاخی ابراهیم داشت؛ ابراهیم عنوان «سردار سلطان ابراهیم» را بر خود نهاده بود که این امر در نظر سلیمان، توهینی شدید به او محسوب می‌شد.
بدگمانی سلطان نسبت به ابراهیم با نزاعی که بین ابراهیم و اسکندر چلبی درگرفت، فزونی یافت. اسکندر چلبی دفتردار (مسئول امور مالی) دربار بود و نزاع او با ابراهیم، در نهایت به مرگ او منجر شد. ابراهیم که اسکندر را به تلاش برای دسیسه‌چینی متهم می‌کرد، توانست سلطان را متقاعد کند تا فرمان قتل او را صادر کند. اسکندر چلبی پیش از مرگ، در آخرین کلماتی که بر زبانش جاری شد، ابراهیم را به تلاش برای توطئه‌چینی بر ضد سلطان متهم کرد و سخنان او، خیانت ابراهیم را برای سلطان مسجل کرد. در ۱۵ مارس ۱۵۳۶ جسد بی‌جان ابراهیم در قصر توپقاپی پیدا شد.

## ازدواج ابراهیم پاشا
طبق روایات ابراهیم پاشا با خدیجه سلطان، دختر سلیم یکم و خواهر سلیمان قانونی در سال ۱۵۲۴ ازدواج کرد، هر چند بیشتر تاریخ‌نگارها بر این معتقدند که این ازدواج هیج گاه صورت نگرفته است.